# Стелла Даллас (фильм, 1937)
«Стелла Даллас» (англ. Stella Dallas) — мелодрама режиссёра Кинга Видора, вышедшая на экраны в 1937 году. Фильм является кинематографическим воплощением одноимённого радио-сериала, выходившего ежедневно (эпизоды по 15 минут) на радио NBC в США с 1937 по 1955 годы. Сериал, в свою очередь, был основан на романе 1923 года американской писательницы Олив Хиггинс Праути.

## Сюжет
Юная Стелла Мартин, дочь фабричного рабочего, влюблена в Стивена Далласа — выходца из когда-то богатого рода, служащего на фабрике мелким начальником. Стивен бросает свою давнюю возлюбленную Хелен, так как боится, что недостаточно богат и влиятелен для неё. Стелла намеренно сталкивается с ним, когда приходит на фабрику, чтобы отнести обед брату Чарли, и Стивен увлекается ею.
Молодые люди начинают встречаться. Вскоре Стивен делает Стелле предложение, и она принимает его, предупредив, однако, что у него могут быть неприятности, если он возьмет в жены девушку ниже себя по происхождению.
После рождения дочери Стелле начинает надоедать её скучная и размеренная жизнь. Она начинает совершать поступки, которые Стивен не одобряет — например, уходит на танцы с простым парнем Эдом Манном.
Стивен все больше времени посвящает работе и все реже появляется дома, и в конечном итоге супруги расходятся. Хотя Стивен считает, что Стелла не в силах дать дочери правильное воспитание, он разрешает оставить Лолли, зная, как сильно Стелла любит её.
Проходят годы. Выбирая в универмаге подарок для дочери, Стивен встречает Хелен, которая к тому времени она успела обзавестись тремя сыновьями и овдоветь. Между Хелен и Стивеном вспыхивает былая любовь. Приехав в гости к отцу, Лолли решает остаться с ним и миссис Моррисон, так как обеспеченная жизнь и домашняя атмосфера в их доме привлекает её куда больше, чем жалкое существование с матерью.
Стивен хочет развестись и жениться на Хелен, но Стелла отказывает ему в разводе и просит денег — она боится, что муж и его любовница навсегда переманят Лолли к себе и хочет устроить для неё богатую жизнь в собственном доме. Она увозит дочь на курорт и там заболевает. Пока мать лежит в постели, Лолли развлекается в обществе богатых бездельников. Она стесняется матери и её безвкусной одежды, хотя и благодарна за заботу. Лолли не хочет признаваться новым друзьям, что женщина, которую они осмеяли, — её мать. Случайно узнав об этом, Стелла принимает решение отправить дочь Стивену и Хелен, так как они способны обеспечить ей более достойный уровень жизни.
Она тайком от дочери посещает дом Хелен и просит её позаботиться о Лолли. Та думает, что её мать якобы собирается уехать в Южную Америку вместе с Манном и не догадывается о её жертве. Проходит несколько лет. В газетах появляется сообщение о грядущем бракосочетании Лолли и богача Дика Гросвенора. Лолли обижена, что родная мать даже не поздравила её, но Хелен убеждает её, что Стелла обязательно приехала бы на свадьбу, если б могла. Во время церемонии Стелла стоит в толпе зевак, пытаясь увидеть дочь в окне. Полиция разгоняет толпу, но Стелла остаётся до самого конца церемонии. Увидев, как Лолли и Дик целуются, она улыбается и уходит, уверенная, что будущее дочери сложится хорошо.

## В ролях
- Барбара Стэнвик — Стелла Мартин Даллас
- Джон Боулз — Стивен Даллас
- Энн Ширли — Лорел (Лолли) Даллас
- Алан Хейл — Эд Манн
- Барбара О’Нил — Хелен Моррисон Даллас
- Тим Холт — Ричард Гросвенор III
- Джордж Уолкотт — Чарли Мартин

В титрах не указаны
- Лорейн Дэй — девушка на курорте и в поезде
- Олин Хоуленд — офисный клерк
- Хейни Конклин — пассажир поезда
- Лестер Дорр — пассажир поезда

## Номинации
В 1938 году фильм получил две номинации на премию «Оскар»:
- Лучшая женская роль — Барбара Стэнвик
- Лучшая женская роль второго плана — Энн Ширли